# 加蘭 (北卡羅萊納州)
加蘭（英語：Garland）是一個位於美國北卡羅萊納州桑普森縣的城鎮。

## 人口
根據2020年美國人口普查的數據，加蘭的面積為2.80平方千米，當中陸地面積為2.79平方千米，而水域面積為0.01平方千米。當地共有人口595人，而人口密度為每平方千米213人。